# Comedia rota
Comedia rota  es una película de Argentina filmada en Eastmancolor dirigida por Oscar Barney Finn según su propio guion escrito en colaboración con Julia von Grolman según el argumento de esta  que se estrenó el 12 de octubre de 1978 y que tuvo como actores principales a Julia von Grolman, Ignacio Quirós, Gianni Lunadei y Elsa Daniel.

## Sinopsis
Una mujer separada y encerrada en sí misma es sacada de su rutina por un escritor.

## Reparto
- Julia von Grolman
- Ignacio Quirós
- Gianni Lunadei
- Elsa Daniel
- Arturo García Buhr
- Thelma Stefani
- Elena Tasisto
- Nelly Prono
- Darwin Sánchez
- Ricardo Fasán
- Jimeno del San Cuilco
- Luis Cordara
- Claudia Palmucci
- Virginia Romay
- Manuel Mujica Lainez
- Daniel López
- Moira Soto
- Marcelo Alfaro

## Comentarios
Daniel López en La Opinión escribió:

«Notable film…que permite confiar en la supervivencia del cine argentino.»

Néstor Tiri en Clarín dijo:

«El tema constante parece ser la esterilidad…En el film sólo transtia gente contenida, paqueta y distante que quizás busque un público análogo.»

Manrupe y Portela escriben:

«En el tono de las películas de la Borges con De la Torre, una visión de lo femenino hacia fines de los ‘70.»